# Rogojel, Cluj
Rogojel (în maghiară Havasrogoz) este un sat în comuna Săcuieu din județul Cluj, Transilvania, România.

## Date generale
Este atestat documentar din 1740, sub denumirea de Rogosd Alpetris.
Un sat de tip răsfirat, asemeni tuturor satelor de munte, situat la poalele munților Vlădeasa.
Principala ocupație a sătenilor este creșterea animalelor, aceasta fiind și singura sursă de venit.

## Tradiții
Locuitorii acestor meleaguri incă mai păstrează tradițiile românești. În seara de Crăciun fiecare gospodar pune toate bunătățile pe masă si așteaptă colindătorii. Primele grupuri de colindători care ajung pe la casele oamenilor sunt formate din copii din clasele primare, aceștia fiind serviți cu prăjituri, colăcuți etc. insă cireașa de pe tort este grupul format din toți feciorii satului. 
Feciorii se organizează în trei grupuri de colindători, pentru a acoperi întregul sat și colindă toate gospodăriile. Înainte de a porni colinda, se adună la casa unuia dintre ei și fac repetiții. 
În noaptea de Crăciun vor aduna bani pentru a plăti cheltuielile ocazionate de joc și muzicanți.
Colindatul începe de la biserică, după care fiecare grup își urmează traseul stabilit, colindând fiecare gospodărie toată noaptea, distanțele dintre case fiind mare.
Colindătorii sunt serviți cu pălincă, mâncare si binențeles bani, sumele fiind cuprinse intre 20-100 Ron, daca ai fată care trebuie jucată suma trebuie sa fie mai mare.
A doua zi, la amiazi, la o casă stabilită dinainte, de obicei unde este o fată, se încheie colindatul, unde se servește și o masă tradițională, după care se merge la cămin și se organizează jocul.
În jurul orei 22, la căminul cultural incepe jocul țărănesc,repertoriul coregrafic local al satului Rogojel se reduce la patru tipuri de dans: Învârtita rară, urmată întotdeauna de  Învârtita deasă, apoi Ceardașul (care nu are nimic în comun cu dansul maghiarilor cu același nume și care, ca tipologie ne duce spre Hațegană) și Sârba.

## Lăcașuri de cult
- Biserica românească "Sf. Arhangheli Mihail și Gavriil“ (secolul XVIII).

## Galerie de imagini

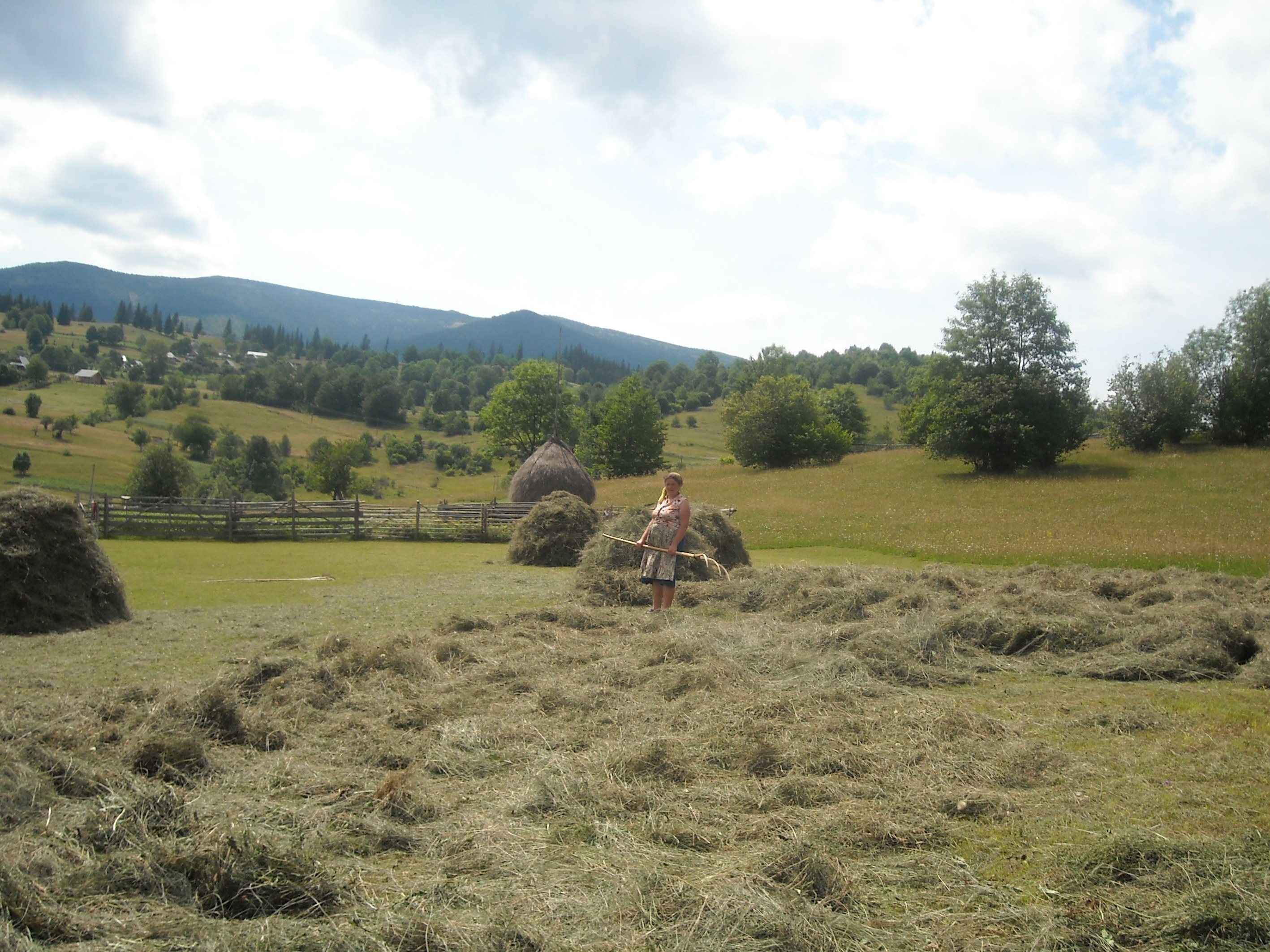
Satul Rogojel, vara
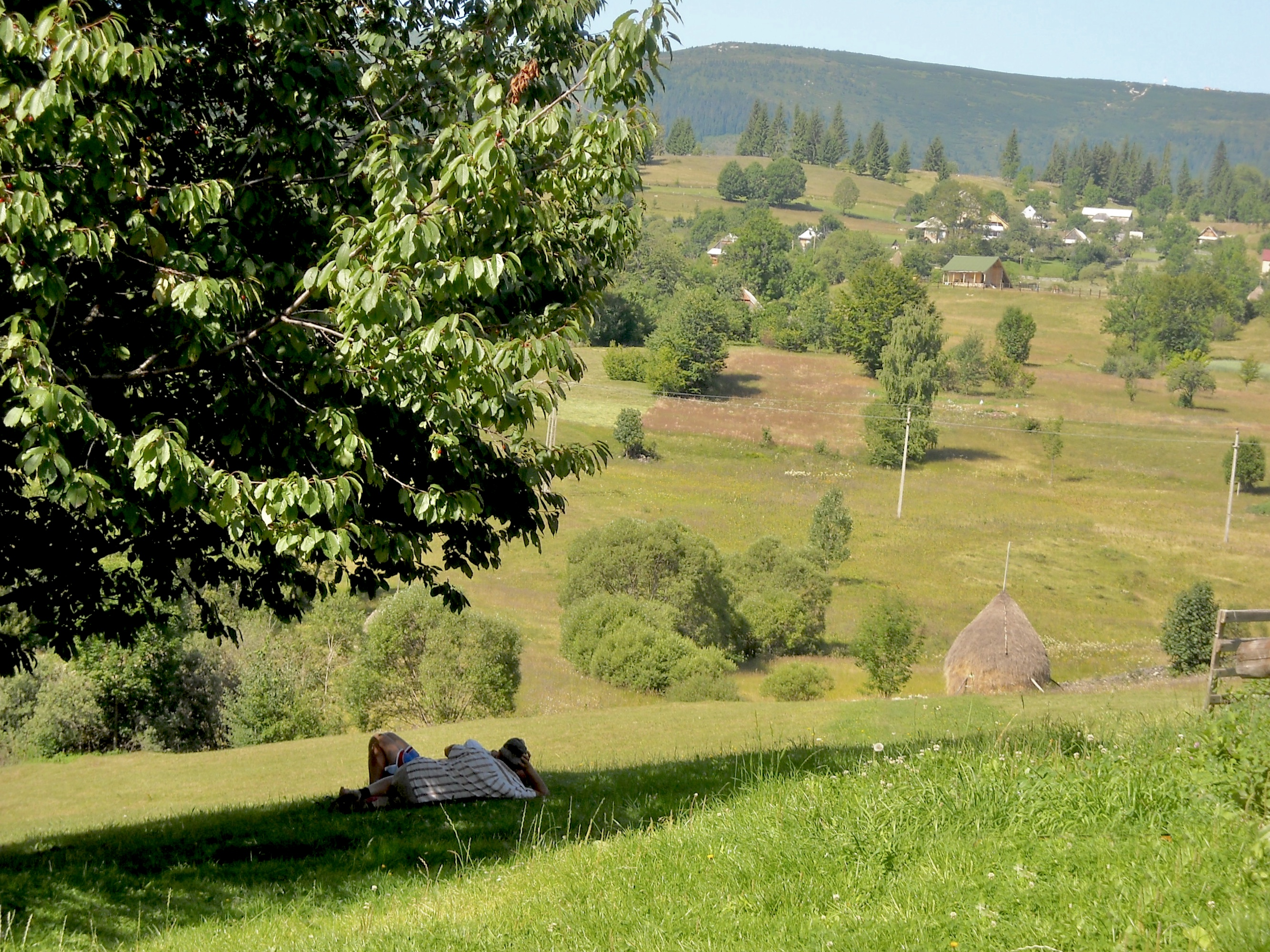
La umbra cireşului
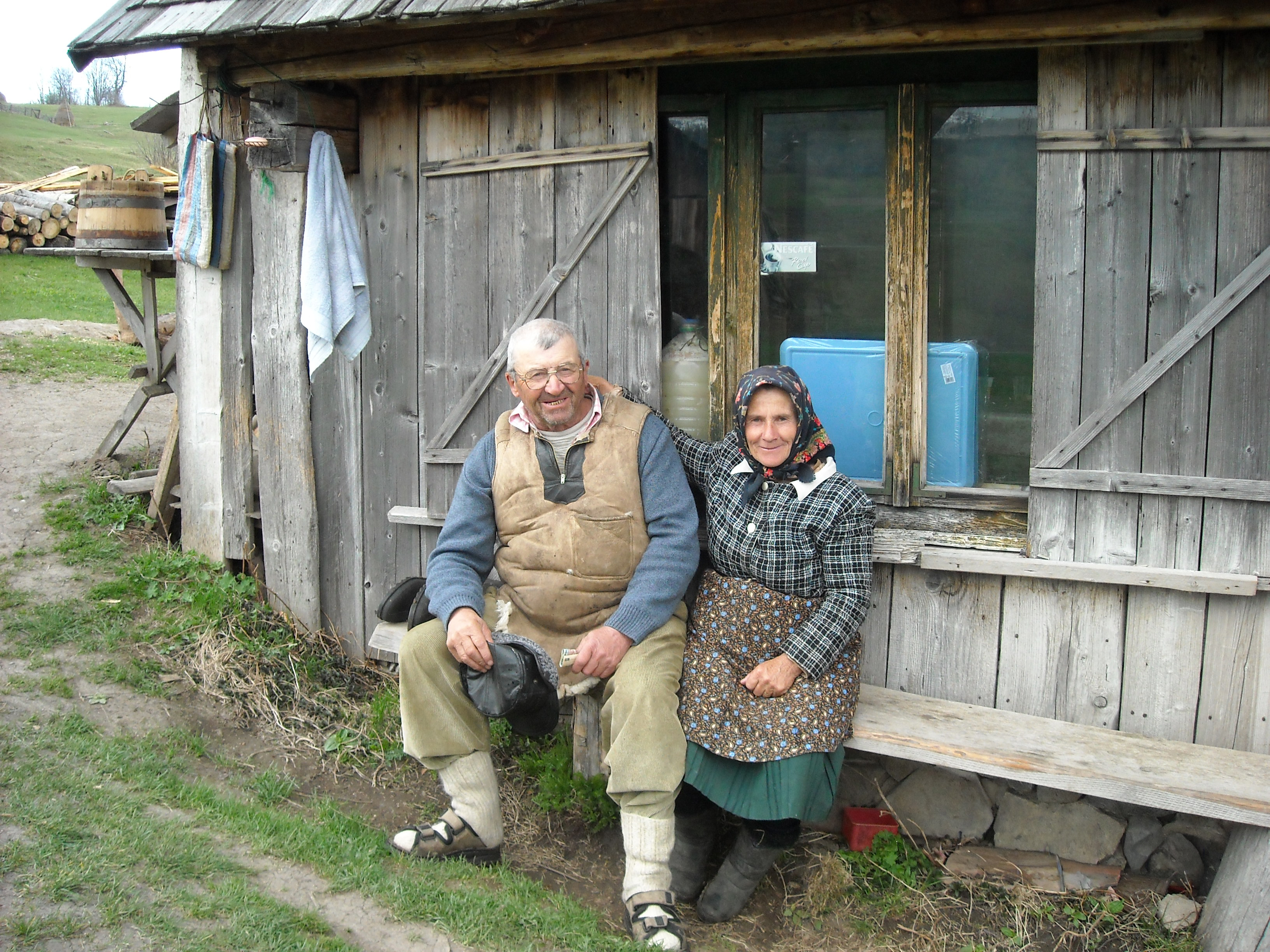
Oameni care s-au nascut si au crescut in satul Rogojel
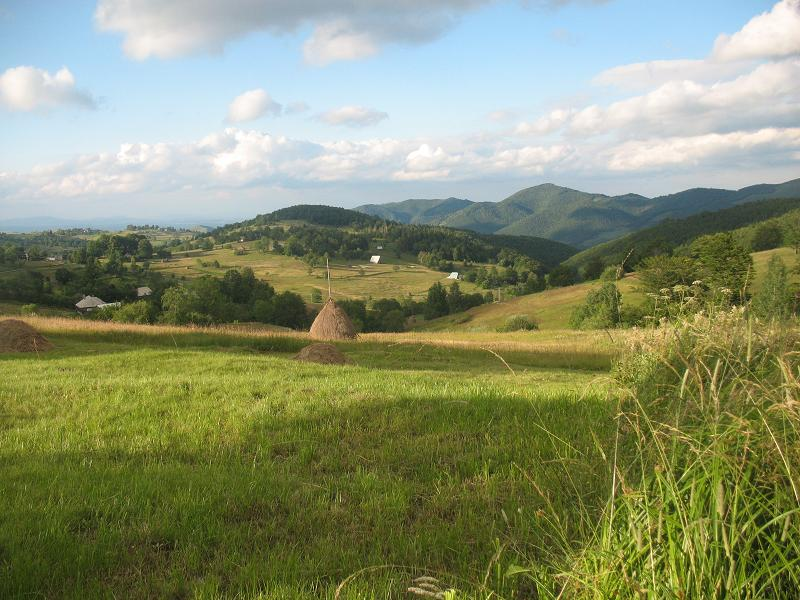
O oază de linişte
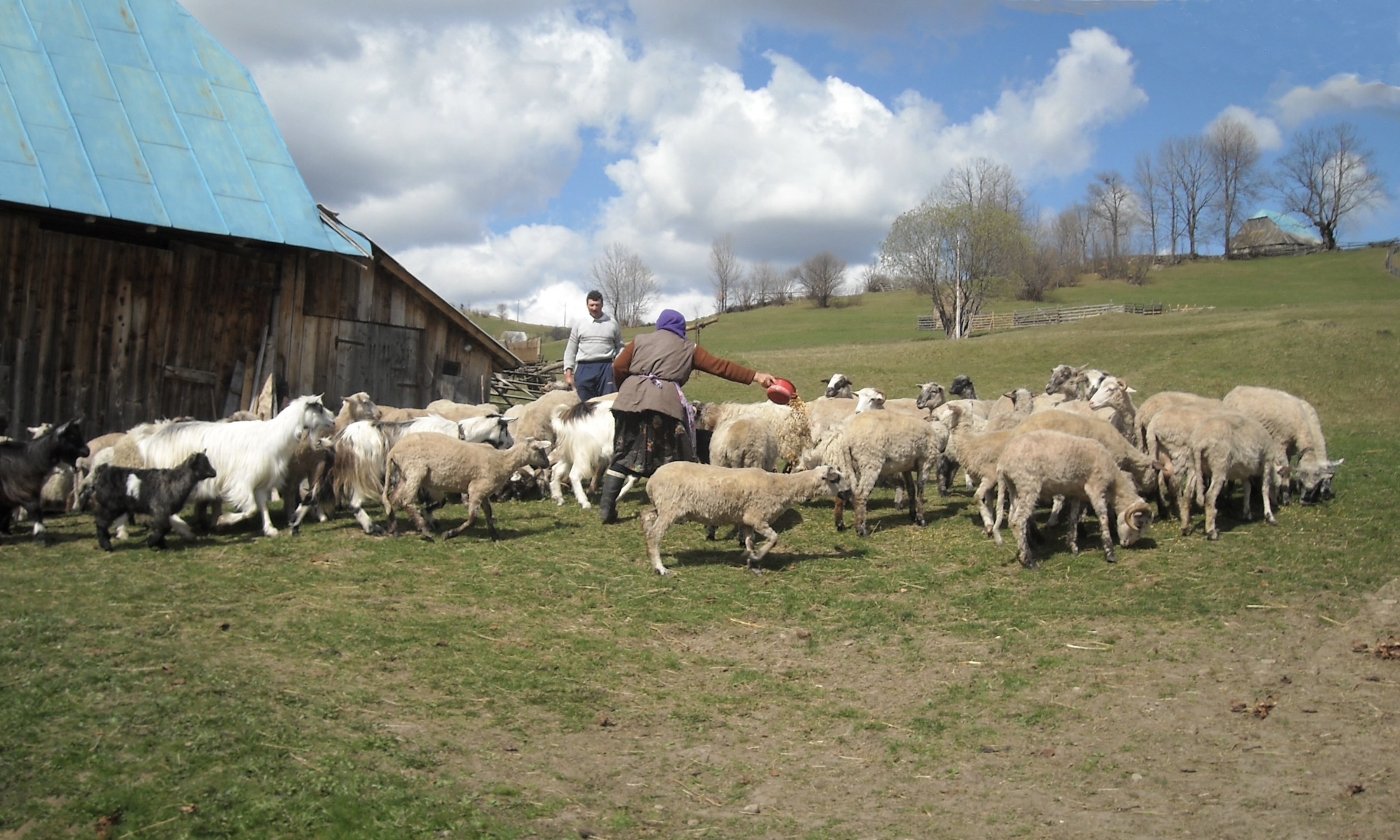
Ocupaţia de bază a sătenilor
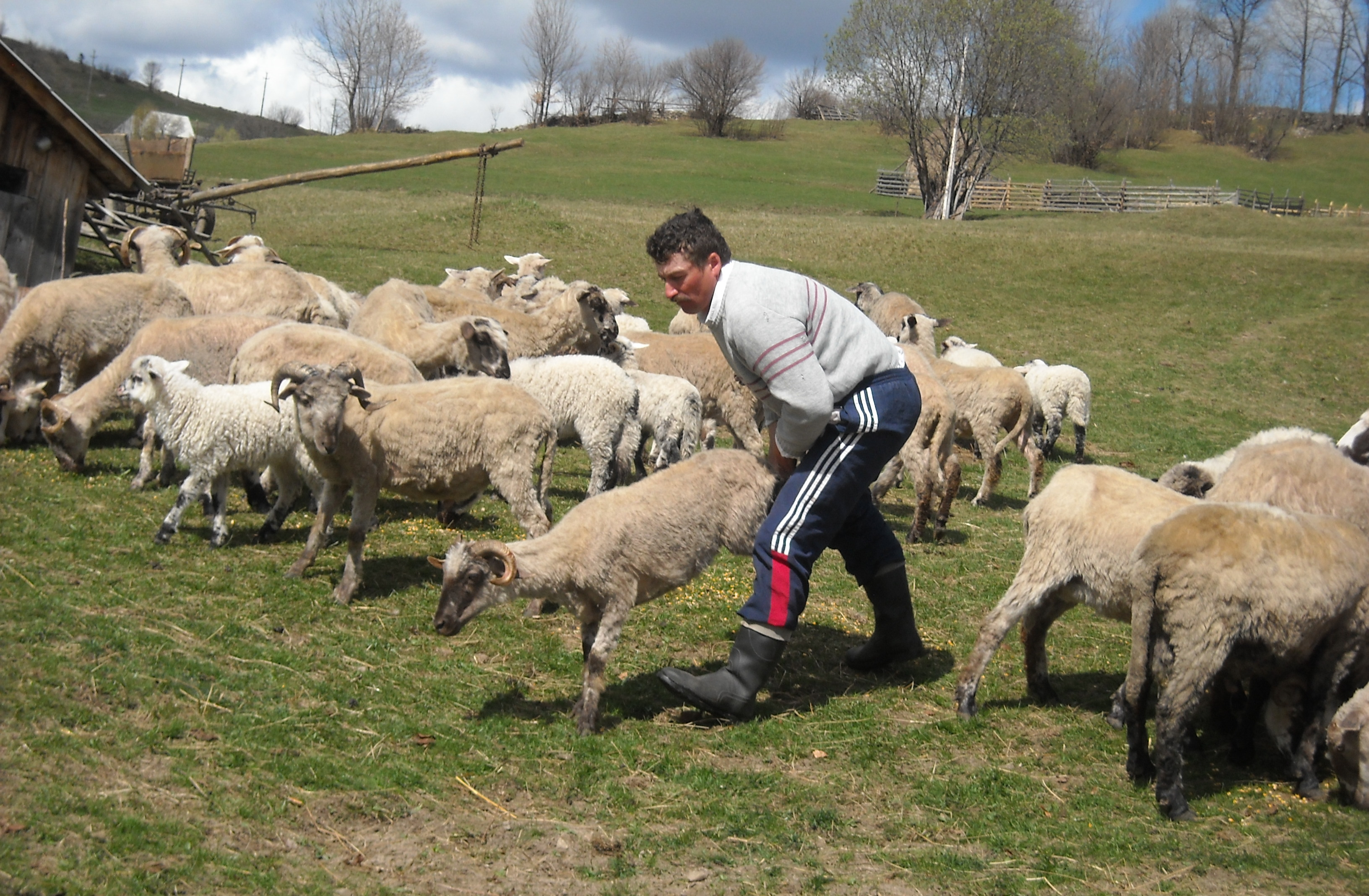
Un om pasionat de ceea ce face